# بمب جی‌بی‌یو-۴۳/بی
سلاح عظیم انفجار هوایی جی‌بی‌یو-۴۳/بی (به انگلیسی: GBU-43/B Massive Ordnance Air Blast) معروف به مادر همهٔ بمب‌ها (مُوْئَب) (به انگلیسی: MOAB)، بمب قدرتمندی است که توسط ارتش آمریکا (بدست آلبرت ال. ویمورتس جونیور.) ساخته شد و در سال ۲۰۰۳ آزمایش شد. در زمان ساخت، این بمب به عنوان قوی‌ترین بمب غیر هسته‌ای که تا به آن زمان ساخته شده‌بود، معروف شده‌بود.
به گفته لئون پانه‌تا، وزیر دفاع سابق ایالت متحده آمریکا، این بمب برای هدف قرار دادن تأسیسات غنی‌سازی در ایران طراحی شده بود.

## مشخصات
این بمب ۹ متر طول و نزدیک به ۱۰ تن وزن دارد و هدفش را با سامانه موقعیت‌یاب جهانی (جی پی اس) پیدا می‌کند. برای افزایش قدرت انفجار این بمب، به آن پودر آلومینیوم اضافه کرده‌اند.
«مادر همه بمب‌ها» طوری طراحی شده که برای وارد کردن بیشترین فشار، قبل از برخورد با زمین منفجر شود تا به گفته طراحانش بیشترین ضربه را به زمین وارد کند. حدود ۸۲۰۰ کیلوگرم ماده منفجره مخصوص داخل این بمب، دایره‌ای به شعاع ۱۵۰ متر را منفجر می‌کند. دیوارهٔ آلومینیومی نازک این بمب مشخصا برای افزایش شعاع انفجار بمب طراحی شده‌است. این بمب سنگر شکن برای تخریب تونل‌ها و تأسیسات زیرزمینی طراحی شده و برای استفاده در جنگ عراق ساخته شده بود. این بمب نوعی بمب حرارتی است. این نوع بمب‌ها در دو مرحله منفجر می‌شوند. یک انفجار کوچک ابری از مواد منفجره ایجاد می‌کند که بعد انفجار این ابر، انفجاری عظیم و موجی با فشار خردکننده تولید می‌کند.
اثر مهم استفاده از «مادر همه بمب‌ها» ایجاد فشار روانی برای «دشمن» خوانده شده‌است، یعنی ایجاد وحشت با قدرت یک انفجار عظیم.
این نوع بمب‌ها بر اساس بمب‌هایی ساخته شده‌اند که برای صاف کردن تکه‌ای از جنگل یا پوشش گیاهی به منظور ایجاد یک فرودگاه اضطراری هلیکوپتر طراحی شده‌است.
در حال حاضر سنگین‌ترین بمب غیر هسته‌ای ارتش آمریکا نفوذگر مهمات انبوه (Massive Ordnance Penetrator) یا MOP است و حدود ۱۴ تن وزن دارد.

## نحوه پرتاب
نحوه پرتاب این بمب متفاوت است. به دلیل سنگینی و بزرگی، به جای بمب افکن، یک هواپیمای باربری ام‌سی-۱۳۰ آن را پرتاب می‌کند. بمب روی یک سکو یا پالت قرار می‌گیرد و با آزاد شدن یک چتر، از هواپیما بیرون کشیده می‌شود و بعد از جدا شدن، به سمت هدف شیرجه می‌زند. بمب موتور ندارد اما با استفاده از بالچه‌هایی مسیرش را به سمت هدف تنظیم می‌کند.

## نخستین استفاده
در تاریخ ۱۳ آوریل ۲۰۱۷ ارتش آمریکا، با استفاده از این بمب مواضع داعش در ولسوالی اچین، در ننگرهار افغانستان را مورد هدف قرار دادند.

### پرتاب مادر بمب‌ها بی‌فایده بود
ران پل، نماینده سابق کنگره آمریکا با محکومیت استفاده از مادر بمب‌ها توسط آمریکا در ولایت ننگرهار، آن را بی‌فایده دانست.
وی افزود: ما می‌خواهیم ببینیم در آنجا (وُلسوالی اچین) چه رخ داده‌است، اما نیروهای آمریکایی به هیچ‌کس اجازه ورود به منطقه را نمی‌دهند.

### پاپ فرانسیس
پاپ کیفرانسیس، با ناراحتی از استفاده از نام مادر بر روی این بمب گفت که از نام مادر که زندگی بخش است نباید برای تسلیحات استفاده شود.

### هدف آمریکا از آزمایش بمب در ننگرهار
عبدالستار خواصی (نماینده ولایت پروان در ولسی جرگه) اعلام کرد که دره مامند (منطقه‌ای که مادر همه بمب‌ها به آنجا پرتاب شده)، پیش از حمله، تخلیه شده و هیچ داعشی در آن حضور نداشته‌است.
وی افزود: آمریکایی‌ها برای کشاندن پای روس‌ها در افغانستان (آزمایش پدر همه بمب‌ها، ساخته روسیه در افغانستان) و مبدل کردن کشور به سوریه دوم، دست به آزمایش بمب خود در کشورمان زده‌اند.

## هزینه تولید
هزینه ساخت هر بمب جی‌بی‌یو-۴۳/بی، حدود ۱۶ میلیون دلار آمریکا برآورد می‌شود.

## مشابه روسی
روسیه هم بمب سنگین غیر هسته‌ای خود را ساخته و نامش را «پدر همه بمب‌ها» گذاشته‌است. پس از مادر همه بمب‌ها، روسیه «پدر همهٔ بمب‌ها» را آزمایش کرد که چهار بار نیرومندتر از MOAB است و وزن و اندازه کمتری دارد.

## نگارخانه

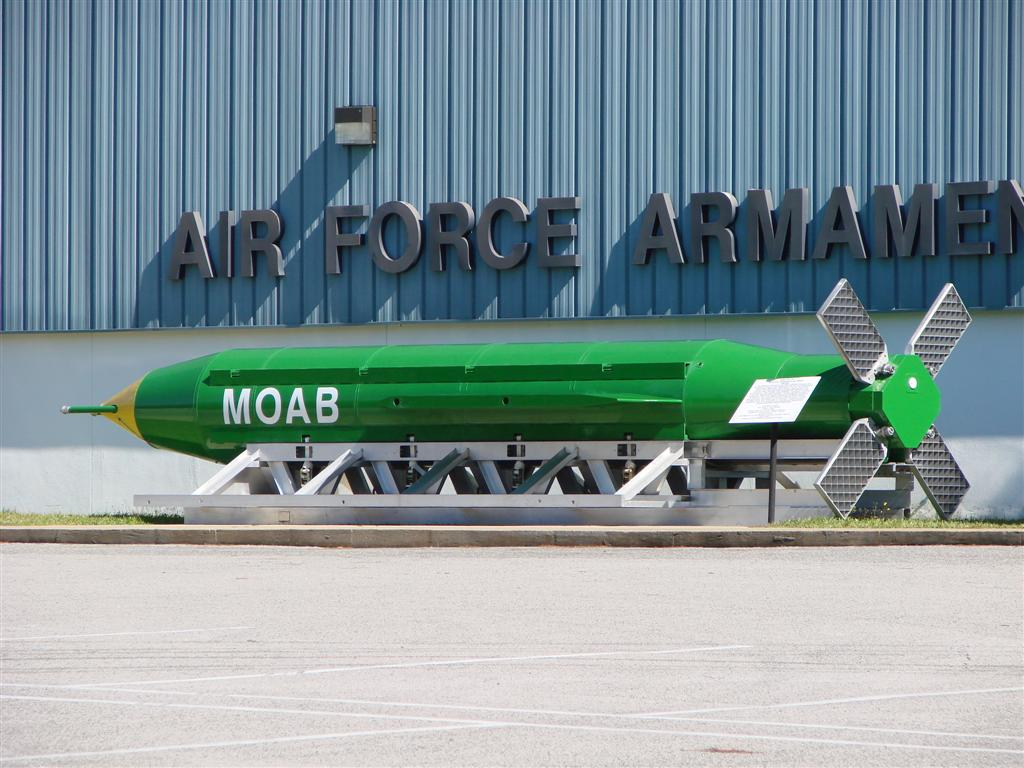
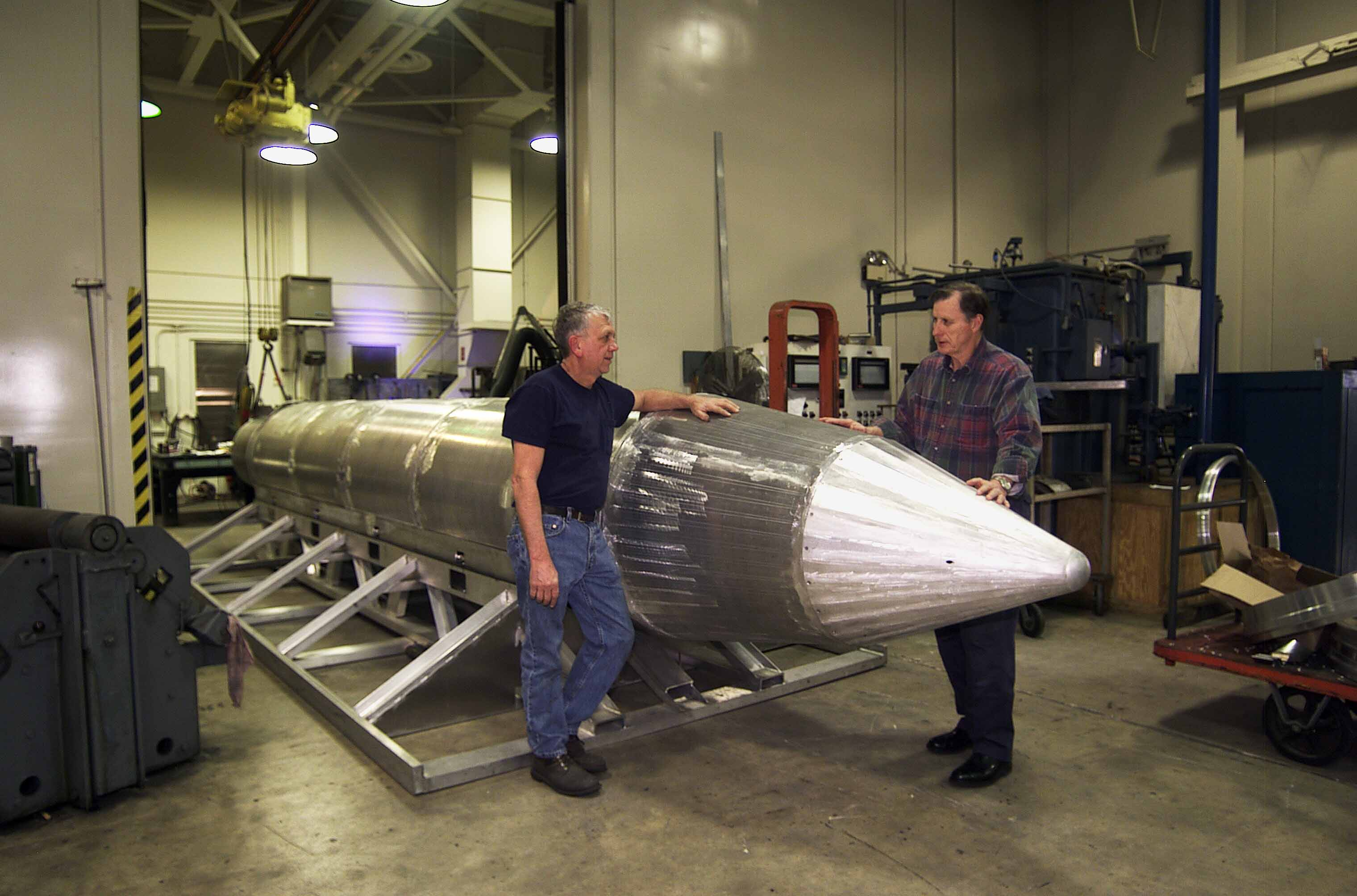